# Varga Jánosné
Varga Jánosné, 1960-ig Balogh Magdolna (Újpest, 1939. június 13. –) válogatott magyar kosárlabdázó.

## Pályafutása
1958 és 1970 között a Bp. Előre, illetve a BKV Előre játékosa volt. 1960 és 1968 között 80 alkalommal szerepelt a magyar válogatottban.

## Sikerei, díjai
- Európa-bajnokság
  - 7.: 1962, Mulhouse
  - 8.: 1964, Budapest
  - 9.: 1960, Szófia
  - 10.: 1968, Olaszország
- Magyar bajnokság
  - 3.: 1965
- Magyar kupa (MNK)
  - 2.: 1963, 1965, 1966, 1969